# هرتس‌ویل گروو، نیوساوت ولز
هرتس‌ویل گروو (به انگلیسی: Hurstville Grove) یک حومه شهر در استرالیا است که در نیو ساوت ولز واقع شده‌است.